# Умершие в ноябре 1941 года
Это список известных людей, соответствующих установленным критериям значимости (см. Википедия:Критерии значимости персоналий), умерших в ноябре 1941 года.
Причина смерти указывается лишь в исключительных случаях (убийство, самоубийство, гибель в результате военных действий, смертная казнь, ДТП или несчастные случаи). В остальных случаях — не указывается.

## 1 ноября
- Беседняк, Ангел (27), словенский партизан, участник Народно-освободительной борьбы Югославии. Народный герой Югославии (посмертно). Погиб в бою.
- Гурштейн, Арон Шефтелевич, советский литературный критик.
- Каминка, Август Исаакович (75), российский юрист, общественный и политический деятель, публицист, издатель, погиб в результате уничтожения населения Рижского гетто

## 2 ноября
- Авксентьевский, Константин Алексеевич (51), советский военачальник, участник Гражданской войны, убит уголовниками.
- Засыпкин, Леонид Сергеевич, юный герой-пионер, подпольщик Великой Отечественной войны.
- Лесконоженко, Николай Гаврилович (22), лейтенант Рабоче-крестьянской Красной Армии, участник Великой Отечественной войны, Герой Советского Союза.

## 3 ноября
- Змитрок Бядуля (55), белорусский и советский писатель и поэт, лексикограф.
- Зозуля, Ефим Давидович (49), русский прозаик.
- Хилл, Артур Уильям (66), британский ботаник, директор Королевских ботанических садов Кью. Погиб в результате аварии.

## 4 ноября
- Маслов, Виктор Иванович (35), советский военный моряк, командир дивизиона эсминцев на Неве, капитан 2-го ранга (1941). Погиб на корабле, подорвавшемся на мине.
- Петрова, Антонина Васильевна (26), — Герой Советского Союза (посмертно), партизанка. Погибла в бою.

## 5 ноября
- Гиппиус, Владимир Васильевич (65), русский поэт Серебряного века. Умер во время блокады Ленинграда от голода.
- Нечаев, Василий Григорьевич (27) — Герой Советского Союза
- Синютин, Николай Петрович (30) — Герой Советского Союза

## 6 ноября
- Готтшальк, Йоахим (37), немецкий актёр. Самоубийство.
- Леблан, Морис (76), французский писатель, автор детективных повестей, романов и пьес об Арсене Люпене.
- Чекалин, Александр Павлович (16), юный партизан-разведчик во время Великой Отечественной войны, Герой Советского Союза (1942) (посмертно). Повешен немецкими оккупантами.

## 7 ноября
- Балицкий, Дмитрий Владимирович, юный герой-пионер, партизан разведчик Великой Отечественной войны.
- Иванишин, Владимир Георгиевич (33), советский композитор.
- Игнатенко, Пётр Павлович,  юный герой-пионер, партизан разведчик Великой Отечественной войны.
- Красносельский, Иван Михайлович, стрелок 18-го отдельного батальона морской пехоты Береговой обороны Черноморского флота, Герой Советского Союза (посмертно). Погиб в бою
- Одинцов, Даниил Сидорович — Герой Советского Союза.
- Паршин, Юрий Константинович — Герой Советского Союза.
- Родионов, Михаил Егорович (25), пулемётчик 426-го стрелкового полка 88-й стрелковой дивизии на Карельском фронте. Герой Советского Союза (посмертно). Погиб в бою
- Синицын, Николай Ильич (14), юный герой-пионер, партизан разведчик Великой Отечественной войны.
- Торцев, Александр Григорьевич (21) — заместитель командира роты 112-го стрелкового полка, 52-й стрелковой дивизии, 14-й армии Карельского фронта (Северный оборонительный район), младший лейтенант. Герой Советского Союза (посмертно). Погиб в бою.
- Фильченков, Николай Дмитриевич (34), начальник клуба 18-го отдельного батальона морской пехоты Береговой обороны Черноморского флота, политрук. Герой Советского Союза (посмертно). Погиб в бою.
- Цибулько, Василий Федосеевич — Герой Советского Союза.

## 8 ноября
- Андрухаев, Хусен Борежевич (21), адыгейский советский поэт, Герой Советского Союза (посмертно). Погиб в бою.
- Моска, Гаэтано (83), итальянский юрист и социолог. Наряду с Парето является создателем теории элит.
- Сергеев, Фёдор Васильевич (33), советский государственный деятель, народный комиссар лесной промышленности СССР (1940—1941)

## 9 ноября
- Макарий (Опоцкий) (68) — епископ Русской православной церкви, епископ Череповецкий, викарий Новгородской епархии.
- Глебович, Генрик (37), блаженный Римско-Католической Церкви, священник, мученик. Расстрелян белорусскими коллаборационистами.
- Редо, Юзеф (69) — польский актёр, оперетты и кино[1].
- Смирнов, Георгий Семёнович — командир звена 81-го дальнебомбардировочного авиационного полка 50-й дальнебомбардировочной авиационной дивизии Южного фронта, лейтенант.

## 10 ноября
- Матвеева, Лидия (16), юная герой-пионер Великой Отечественной войны.
- Чекмак, Вилор Петрович (14), юный герой-пионер Великой Отечественной войны.

## 11 ноября
- Амад, Альбер (84), французский дивизионный генерал.
- Пятикоп, Михаил Евгеньевич (33), советский военный. Участник Великой Отечественной войны. Герой Советского Союза.

## 12 ноября
- Загаров Александр Леонидович (64) — российский и советский актёр и театральный режиссёр[2].
- Левицкий, Константин Антонович (81) политический деятель Галиции.
- Хюнтцигер, Шарль (61), французский военачальник, армейский генерал, один из активных деятелей режима Виши, военный министр. Погиб в автомобильной катастрофе.

## 13 ноября
- Мазай, Макар Никитович (31), сталевар Мариупольского металлургического завода имени Ильича. Казнён немецкими оккупантами.
- Серов, Василий Иванович, советский боксёр, трёхкратный чемпион Советского Союза. Участник Великой Отечественной войны. Погиб на фронте.
- Ястребов, Александр Георгиевич, участник Советско-финской и Великой Отечественной войн, военный комиссар 184-го отдельного сапёрного батальона 7-й отдельной армии, Герой Советского Союза (посмертно). Погиб в бою

## 14 ноября
- Дрозжин, Михаил Михайлович (34) — советский актёр-кукольник, заслуженный артист РСФСР[3].
- Ефет, Евгений Борисович (31), военный моряк, капитан 3-го ранга, командир эсминца «Гордый». Погиб в бою.
- Ефрем (Ефремов) (52), епископ Русской православной церкви, епископ Курский и Обоянский (1937—1941) Репрессирован. умер от склероз сердца в заключении.

## 15 ноября
- Гринберг, Вилли Янович (44), советский военачальник, участник Великой Отечественной войны. Погиб на фронте.
- Ландау, Григорий Адольфович (64), российский журналист и политический деятель. Умер в советском исправительно-трудовом лагере.
- Лебедев, Алексей Алексеевич (29), поэт-маринист, подводник, погиб на подводной лодке в Финском заливе.
- Линч-Стонтон, Генри (68), британский стрелок, бронзовый призёр летних Олимпийских игр 1908 г. в Лондоне.

## 16 ноября
- Ананьев, Николай Яковлевич (28), Герой Советского Союза (посмертно) (один из 28 героев-панфиловцев). Погиб в бою
- Безродных, Григорий Михеевич (32), Герой Советского Союза (посмертно) (один из 28 героев-панфиловцев). Погиб в бою
- Белашев, Николай Никонорович (30), Герой Советского Союза (посмертно), (один из 28 героев-панфиловцев). Погиб в бою
- Бондаренко, Яков Александрович (36), Герой Советского Союза (посмертно), (один из 28 героев-панфиловцев). Погиб вбою
- Вихрев, Пётр Борисович (32), политрук, Герой Советского Союза(посмертно) Погиб в бою.
- Дутов, Пётр Данилович (25), Герой Советского Союза (посмертно) (один из 28 героев-панфиловцев). Погиб в бою
- Емцов, Пётр Кузьмич (32), Герой Советского Союза (посмертно) (один из 28 героев-панфиловцев). Погиб в бою.
- Есебулатов, Нурсутбай (28), Герой Советского Союза (посмертно), (один из 28 героев-панфиловцев). Погиб в бою.
- Каленик, Дмитрий Митрофанович (32), Герой Советского Союза (посмертно) (один из 28 героев-панфиловцев). Погиб в бою.
- Клочков, Василий Георгиевич (30), один из главных участников обороны Москвы, Герой Советского Союза (посмертно). Погиб в бою
- Конкин, Григорий Ефимович, Герой Советского Союза (посмертно), (один из 28 героев-панфиловцев). Погиб в бою.
- Косаев, Аликбай (36), Герой Советского Союза (посмертно), (один из 28 героев-панфиловцев). Погиб в бою.
- Крючков, Абрам Иванович, Герой Советского Союза (посмертно), (один из 28 героев-панфиловцев). Погиб в бою.
- Максимов, Николай Гордеевич (30), Герой Советского Союза (посмертно), (один из 28 героев-панфиловцев) Погиб в бою.
- Митин, Гавриил Степанович (33), Герой Советского Союза (посмертно), (один из 28 героев-панфиловцев) Погиб в бою.
- Митченко, Никита Андреевич, Герой Советского Союза (посмертно), (один из 28 героев-панфиловцев) Погиб в бою.
- Москаленко, Иван Васильевич, Герой Советского Союза (посмертно), (один из 28 героев-панфиловцев) Погиб в бою.
- Натаров Иван Моисеевич (31) Герой Советского Союза (посмертно), (один из 28 героев-панфиловцев). Погиб в бою
- Петренко, Григорий Алексеевич (31), Герой Советского Союза (посмертно), (один из 28 героев-панфиловцев). Погиб в бою
- Сенгирбаев, Мусабек (24), Герой Советского Союза (посмертно), (один из 28 героев-панфиловцев). Погиб в бою.
- Трофимов, Николай Игнатьевич (26), Герой Советского Союза (посмертно), (один из 28 героев-панфиловцев). Погиб в бою.
- Шепетков, Иван Алексеевич (31) Герой Советского Союза (посмертно), (один из 28 героев-панфиловцев). Погиб в бою
- Шопоков, Дуйшенкул (26) Герой Советского Союза (посмертно), (один из 28 героев-панфиловцев). Погиб в бою

## 17 ноября
- Иванов, Алексей Александрович (19), стрелок-бомбардир 52-го ближнебомбардировочного авиационного полка (76-я смешанная авиационная дивизия, ВВС 37-й армии, Юго-Западный фронт), старший сержант. Герой Советского Союза (посмертно). Погиб в бою
- Иванов, Яков Матвеевич (25),Герой Советского Союза.
- Пашанин, Фёдор Ионович (41), советский врач, главный врач туберкулезного отделения заводской поликлиники города Сталиногорска, член могилёвского подполья, повешен немецкими захватчиками
- Рейснер, Лев Михайлович (39), советский моряк-подводник, командир подводной лодки Д-2 «Народоволец» в 1933—1937 годах. Скончался в заключении в 1941 году.
- Удет, Эрнст (45), второй по результативности немецкий лётчик-ас Первой мировой войны. Самоубийство

## 18 ноября
- Балеста, Фёдор Захарович — старший сержант Рабоче-крестьянской Красной Армии, участник Великой Отечественной войны. Герой Советского Союза (1943), указ о награждении отменён в 1962 году.
- Босов, Алексей Петрович (31) — советский офицер, танкист, участник боёв в районе реки Халхин-Гол и Великой Отечественной войны. Герой Советского Союза (1939). Погиб в бою.
- Вавилов, Сергей Васильевич (27), комиссар артиллерийской батареи, Герой Советского Союза (посмертно) Погиб в бою.
- Ефремов, Андрей Георгиевич (33), старший помощник капитана парохода ледокольного типа «Георгий Седов» Главного управления Северного морского пути. Участник Великой Отечественной войны. Герой Советского Союза (1940). Почётный полярник. Погиб в бою.
- Неллиган, Эмиль (61), — канадский поэт, писал на французском языке. Умер в психиатрической клинике.
- Нернст, Вальтер Герман (77), немецкий химик, один из создателей физической химии, лауреат Нобелевской премии по химии в 1920 году «в признание его работ по термодинамике».
- Оганов, Сергей Мамбреевич (20), командир артиллерийской батареи 606-го стрелкового полка 317-й стрелковой дивизии 57-й армии Южного фронта. Герой Советского Союза {посмертно}.
- Панфилов, Иван Васильевич (48), советский военный деятель, генерал-майор, Герой Советского Союза (1942, посмертно). Погиб на фронте
- Уотсон, Крис (74), австралийский политический деятель, третий премьер-министр Австралии (1904), первый в мире лейбористский премьер-министр.

## 19 ноября
- Пан, Яков Соломонович (35) — советский прозаик, писатель-фантаст, журналист.
- Хмаладзе, Илья Георгиевич — участник Советско-Финской и Великой Отечественной войны, младший политрук, Герой Советского Союза (1940). Погиб от ран, полученных на фронте.

## 20 ноября
- Бризен, Курт фон — немецкий военный деятель, генерал пехоты, командир корпуса, погиб в бою на советско-германском фронте.
- Маслов, Аркадий (50), немецкий коммунист, еврейского происхождения. Умер в Гаване.
- Солнцев, Сергей Иванович (35),начальник разведки и комиссар партизанского отряда Рузского района Московской области, старший лейтенант НКВД, Герой Советского Союза.
- Юфимцев, Павел Михайлович, политрук роты 2-го батальона Ростовского стрелкового полка народного ополчения.

## 21 ноября
- Куракин, Александр Борисович (66), князь, председатель Комитета помощи беженцам и главноуполномоченный Российского общества Красного Креста во время Первой мировой войны. Умер в Ницце
- Нецветай, Алексей Игнатьевич (33),советский промышленный деятель.
- Салов, Михаил Владимирович (22), Герой Советского Союза.
- Филарет (Линчевский), архиепископ Волынский и Житомирский.
- Хлюстин, Иван Николаевич (79), российский и французский артист балета, педагог и балетмейстер русского происхождения Умер во Франции

## 22 ноября
- Батиев, Дмитрий Александрович (45), советский коми литератор, общественный и государственный деятель. Главный инициатор создания в 1921 году Автономной области Коми. Репрессирован. Расстрелян по приговору военного трибунала.
- Коффка, Курт (55), немецко-американский психолог. Один из основателей гештальтпсихологии.
- Маркуца, Павел Андреевич (34), участник Великой Отечественной войны, командир звена 44-го скоростного бомбардировочного авиационного полка Северного фронта, старший лейтенант. Герой Советского Союза (1941). Погиб в бою.
- Мёльдерс, Вернер (28), немецкий летчик-ас времен Второй мировой войны, погиб в авиакатастрофе.

## 23 ноября
- Бекетов, Алексей Николаевич (79), русский и советский архитектор и художник-пейзажист, академик архитектуры с 1894
- Кунин, Константин Ильич (32),  русский советский писатель, востоковед, экономист.
- Петров, Пётр Михайлович (31) — Герой Советского Союза (1940), командир эскадрильи 68-го истребительного авиационного полка, капитан. Погиб в бою.
- Чайкина, Елизавета Ивановна (23), секретарь Пеновского подпольного райкома комсомола Калининской области, одна из организаторов партизанского отряда в годы Великой Отечественной войны, Герой Советского Союза. (посмертно). Расстреляна немецкими оккупантами.

## 24 ноября
- Зиматова, Прасковья Андреевна (23), партизанка-разведчица, замучена гитлеровскими оккупантами.
- Лузан, Фёдор Афанасьевич (20), военный радист, Герой Советского Союза (посмертно). Погиб в бою.
- Острянский, Николай Максимович (74) — российский военный, генерал-майор, участник Русско-японской, Первой мировой и Гражданской войн на стороне Белого движения. Умер во Франции.

## 25 ноября
- Агирре Серда, Педро (62) — президент Чили с 1938; туберкулёз.

## 26 ноября
- Даниил Кашкаров (63) — советский зоолог, эколог. Умер от сердечного приступа при эвакуации из блокадного Ленинграда.

## 27 ноября
- Гурьянов, Михаил Алексеевич (38) — участник Великой Отечественной войны, комиссар партизанского отряда, Герой Советского Союза(посмертно); казнён (повешен) фашистскими оккупантами.
- Лобовиков, Сергей Александрович (71), фотохудожник, председатель Вятского фотографического общества, почётный и действительный член Русского фотографического общества (Москва). Погиб при бомбёжке в блокадном Ленинграде.
- Челпанов, Василий Николаевич (23) — участник Великой Отечественной войны, Герой Советского Союза.
- Шульминский, Станислав (47), священник. Деятель Римско-католической церкви. Умер в советском трудовом лагере.

## 28 ноября
- Кинг, Элвин Рой (47), лётчик-ас австралийского авиационного корпуса.
- Маэда, Мицуё (63), японский дзюдоист, профессиональный боец, сыграл важную роль в создании бразильского джиу-джитсу, болезнь почек.
- Павлович, Живоин (43), югославский коммунист, автор антисталинской книги «Баланс советского термидора», казнён югославскими партизанами по обвинению в предательстве.
- Смирнов, Константин Александрович (53), священник Русской православной церкви, иерархобновленческой церкви. Репрессирован. Умер в лагере. Реабилитирован посмертно.
- Черевичкин, Виктор Иванович — советский подросток, убитый немецкими оккупантами.

## 29 ноября
- Волошина, Вера Даниловна (22), партизанка, красноармеец диверсионно-разведывательной группы штаба Западного фронта. Герой России (1994, посмертно). Повешена немецкими захватчиками.
- Дудич, Драгойло (53) — сербский писатель и военнослужащий, участник Народно-освободительной войны Югославии, руководитель Главного народно-освободительного совета Сербии, Народный герой Югославии (посмертно). Погиб в бою с немецкими оккупантами.
- Кайков, Павел Александрович (24), военный лётчик, Герой Советского Союза (посмертно). Погиб в бою
- Космодемьянская, Зоя Анатольевна (18), партизанка, красноармеец диверсионно-разведывательной группы штаба Западного фронта; первая женщина, удостоенная звания Герой Советского Союза (посмертно) во время Великой Отечественной войны; повешена немецкими захватчиками.
- Михаил Кузьмин (26), Герой Советского Союза.
- Уоллер, Фрэнк (56), американский легкоатлет, двукратный серебряный призёр летних Олимпийских игр 1904.
- Шогенцуков, Али Асхадович (41), советский кабардинский поэт, писатель, основоположник кабардинской литературы. Заслуженный деятель искусств Кабардино-Балкарской АССР (1939). Погиб в нацистском концлагере.

## 30 ноября
- Гетингер, Людвик Рох (37), блаженный Римско-Католической Церкви, священник, мученик. Погиб в нацистском концентрационном лагере Дахау
- Моррис, Адриан (34) — американский актёр[4].
- Муравицкий, Лука Захарович (24), участник Великой Отечественной войны, лётчик 29-го истребительного авиационного полка 31-й смешанной авиационной дивизии Ленинградского фронта, старший лейтенант. Герой Советского Союза. Погиб в бою.
- Шумов, Анатолий Петрович (17), несовершеннолетний партизан Великой Отечественной войны.